# 歩兵第230連隊
歩兵第230連隊（ほへいだい230れんたい、歩兵第二百三十聯隊）は、静岡で編成された大日本帝国陸軍の連隊のひとつ。

## 沿革
連隊主力は静岡県内で、第3大隊は岐阜で編成され、編成後第38師団隷下となり広東に派遣され、1941年（昭和16年）末まで同地の警備に当たる。
太平洋戦争勃発により香港攻略戦に参加。香港占領後、兵力を整備して1942年（昭和17年）1月19日に香港を出港。仏印のカムラン湾に入港し、シンガポール陥落後の第16軍（司令官：今村均中将）の指揮下に入り蘭印（インドネシア）攻略に参加した。連隊主力はジャワ、第3大隊はスマトラ島パレンバンに上陸し、予想以上の速さで蘭印攻略作戦を完了する。
1942年10月、ラバウルに進出した連隊は、一木支隊、川口支隊に続くガダルカナル奪回部隊の第3陣として、第2師団の指揮下に入る。
1942年10月15日夜、ガダルカナル島西海岸のタサファロングに上陸。上陸地点から東海岸のルンガ飛行場までの86キロを工兵隊が切り開き、川口支隊（第35旅団司令部および歩兵第124連隊基幹）長・川口清健少将指揮の下、“血染めの丘”正面の米軍攻撃を企図。しかし、連隊もルンガ飛行場への進出が遅れ、川口少将は大本営派遣作戦参謀・辻政信中佐により罷免。以後、連隊長・東海林俊成大佐が指揮をした。
1942年10月24日、予定より5日遅れてルンガ飛行場への総攻撃が開始された。連隊は右翼に位置していたが、この日に米軍陣地に突入できず、更に第2師団の攻撃も振るわず後退。翌25日、再び夜襲を敢行したが、米軍の猛烈な集中砲火を浴びて死傷者が続出し、攻撃は失敗。連夜の攻撃頓挫により連隊は撤退を余儀なくされた。
第38師団と共にラバウルに残っていた第2大隊が1942年11月、ガダルカナル島を目指したが途中で輸送船の多くが撃沈され、師団主力は海没。奇跡的に第2大隊は上陸に成功し、独立混成第40旅団に編入される。しかし、将兵は飢えと病気で戦死するより病死・餓死するほうが多かった。
1943年（昭和18年）1月、ガダルカナル島からブーゲンビル島へ撤退。その後、ラバウル、ニューアイルランド島と転戦し、同地で終戦を迎えた。
1946年（昭和21年）5月、残存兵全員の復員を完了し任務を完遂した。

## 歴代連隊長
| 代 | 氏名       | 在任期間    | 備考 |
| -- | ---------- | ----------- | ---- |
| 1  | 滝本一麿   | 1939.8.1 -  |      |
| 2  | 東海林俊成 | 1941.4.1 -  |      |
| 末 | 久重和吉   | 1943.3.23 - |      |